# Вушанська людина
Вушанська людина (кит.: 巫山人, англ. Wushan Man) — це рештки зниклого виду приматів. Спочатку розглядалася як підвид людини прямоходячої (wushanensis), але зараз, зважаючи на знайдені фахівцями рештки, це є зниклий вид мавп non-hominin.
Залишки «Вушанської людини» були знайдені у 1985 році в Лунґупо («Схил Драконячої Кістки», zh:龙骨坡遗址), с. Лунпін 龙坪, м. Мяою 庙宇, Вушаньський повіт 巫山县 у підпорядкуванні до муніципалітету Чунцін, КНР. Знахідку було зроблено в районі Трьох Ущелин, на 20 км південніше р. Янцзи. Приблизний вік цих решток — 2 млн років.

## Історія знахідки
Назва печери «Схил Драконячої Кістки» пояснюється тим, яку форму отримала печера після руйнування. Печера була знайдена як джерело скам'янілих решток у 1984 році і досліджена групою китайських науковців під керівництвом Хуаня Уаньпо, працівника інституту хребтової палеонтології та палеоантропології в Пекіні і за участі Національного Музею в Чунцині (провінція Сичуань) із 1985 по 1988 рр. Поклади були знайдені в печері на глибині 22 м.
У 1986 були знайдені три передні зуби, нижня щелепа з двома молярами разом зі скам'янілими рештками тварин, які включали зуби зниклого виду гігантопітека і зниклої пігмеєвої гігантської панди Ailuropoda microta. Розкопки відбувалися між 1997 і 1999 та пізніше між 2003 та 2006 роками. Завдяки цим розкопкам було знайдено кам'яні знаряддя праці і 120 видів хребців, 116 з яких належали мамонтам. Це дає припущення, що тварини, від яких лишилися дані скам'янілості, існували в субтропічному лісовому середовищі.
Наявність знайдених решток дає припущення, що Sinomastodon, Nestoritherium, Equus yunnanensis, Ailuropoda microta існували в ранньому періоді Плейстоцену або в пізньому періоді Пліоцену. Датування шарів, що містили в собі скам'янілі рештки, здійснювалося археомагнітним способом, використовуючи магнітні поля Землі. Ці знахідки підтверджують Плейстоцен, посилаючись на те, що скам'янілій щелепі від 1,78 до 1,96 млн років і в той самий час людські рештки з'явилися в Олдувайській ущелині (Африка). Пізніше, в 1992 році, об'єднана американсько-китайсько-канадська команда дослідників за допомогою електронно-резонансного способу датування і оленячий зуб, знайдений в одній із печер, що знаходилася на три метри вище під землею, ніж та, в якій було знайдено щелепу, мінімальний вік якої від 750 000 до 1 млн років. Це відкриття доводить: що нижче знаходиться шар, то старішим він є. сучасніші датувальні техніки припускають, що шарам, які містять скам'янілості, від 2 до 2,04 млн років.
Ранні звіти про розкопки були опубліковані в китайських журналах, але не отримали належної уваги за межами країни. 1992 року Рассел Сіошон був запрошений в Лонггупо, аби перевірити результати досліджень та встановити ймовірний вік щелепи. Внаслідок цього у 1995 році Сіошон та китайські палеоантропологи опублікували статтю про свої знахідки в журналі Nature.

## Важливість знахідки
Згідно зі статтею в журналі Nature:

Нові свідчення припускають, що гомін іди увійшли в Азію близько 2 млн років тому разом із раннім різноманіттям роду Гомо в Африці. Зрозуміло, що перший гомінід, який увійшов до Азії, був відмінним від справжнього гомо еректуса, і був єдиним, хто володів технологією обробки каменю. Згідно з еволюцією in situ, як і 1.9 млн років тому, гомінід прееректус в Китаї був попередником гомо еректуса в Азії. Це робить рештки Гомо дуже важливими для вивчення походження людини, оскільки припускається, що гомо еректус був не першим людським видом, який покинув Африку. Це аргументує інформацію про те, що гомо еректус розвивався в Азії, а не в Африці.

Відкриття людини флореської роблять свідчення про племена прееректусів в Азії дуже важливими. Дослідження, що було здійснене не так давно, дійшло до висновку, що знайдені ступневі і зап'ястні кістки були анатомічно схожими на кістки людини вмілої і австралопітека. Завдяки цьому, свідчення про перебування прееректуса в Азії є логічними. Враховуючи ці дані, підручник для середньої школи «Китайська історія» (вийшов у видавництві People's Education Press) був спланований так, що містив у собі інформацію про виявлення Вушанської людини.

## Перші сумніви
У 1995 році в журналі Science вийшла стаття, яка містила декілька сумнівів, висловлених Мілфордом Волпофом. Вчений вважає, що знайдений в печері зуб скоріше нагадує зуб орангутана, аніж людський. Джеффрі Шварц і Ян Татерсолл опублікували твердження в журналі Nature, яке містило в собі інформацію про те, що зуби, знайдені в Лонггупо дійсно належать орангутану. Нещодавно було стверджено, що фрагмент щелепи дуже важко відрізнити від щелепи китайського люфенгпітека, що існував у період пізнього Міоцену-Пліоцену.

## Відмова
У випуску журналу «Nature» від 18 червня 2004 року, Рассел Сіошон, який раніше казав, що щелепа належить людині, змінив свої погляди і тепер стверджує, що вона належить невідомому виду мавп.

«Зараз я вважаю, що скам'янілі рештки, які були знайдені в печері Лонгуппо, не належать людині виду прееректус, а більш ніж ймовірно належать виду мавп, які свого часу знаходилися в азійський плейстоценових лісах. Доказом слугує те, що гомо еректус прибули в Азію близько 1.6 млн р. тому, але чомусь не використовували дані території для пасовища. Тому, як висновок можна сказати, що прееректус зовсім не існував у південно-східній частині Азії».

Рассел Сіошон змінив свої погляди, зважаючи на те, що він більше не вірить в те, що гігантопітек і гомо еректус існували в одному середовищі — у ролі аргументу, у 1990 році він видав книгу, яка мала назву «Other Origins: The Search for the Giant Ape in Human Prehistory». «Навіть не припускаючи того, що гігантопітек і гомо еректус жили в один час, все змінилося: якщо раніше люди не були складовою Stegodon–Ailuropoda фауни, мені доводилося уявляти їх як мавп розміром з шимпанзе».
Ключовим моментом у зміні Сіошоном свого рішення був візит музей природної історії в Гуанхі в 2005, під час якого він дослідив велику кількість зубів приматів, що проживали в період плейстоцену. Також він думає, що ранні люди не проживали в субтропічних лісах, які існували в Лонгуппо в той час.
Хоча Расел Сіошон не вважає, що щелепа належить людині, він все ж стверджує, що знаряддя праці з кісток, які були знайдені, були зроблені людьми. Джеффрі Шварц, один із критиків, стверджував, що щелепа належала людині. Але після того, як Сіохон змінив свою думку, Шварц прокоментував це так: «Це справді вражає. Не часто науковці змінюють свої погляди».